# Chlorostilbon gibsoni
La esmeralda piquirroja,  esmeralda pico rojo o  esmeralda de pico rojo (Chlorostilbon gibsoni) es una especie de ave apodiforme de la familia Trochilidae —los colibríes— perteneciente al género Chlorostilbon. Es nativa del noroeste de América del Sur.

## Distribución y hábitat
Se distribuye por el noroeste de Venezuela y noreste de Colombia, y hacia el interior de Colombia hasta el alto valle del río Magdalena.
Esta especie es considerada poco común, local y errática en sus hábitats naturales: las regiones secas y áridas, incluidos matorrales desérticos, bosques más secos, zonas cultivadas, regiones con matorrales y parques y jardines. Registrada hasta los 1300 m de altitud en Venezuela y hasta los 2300 m en Colombia (en las partes más secas del valle medio y alto del Magdalena), pero se encuentra principalmente por debajo de los 500 m en este último país.

## Sistemática

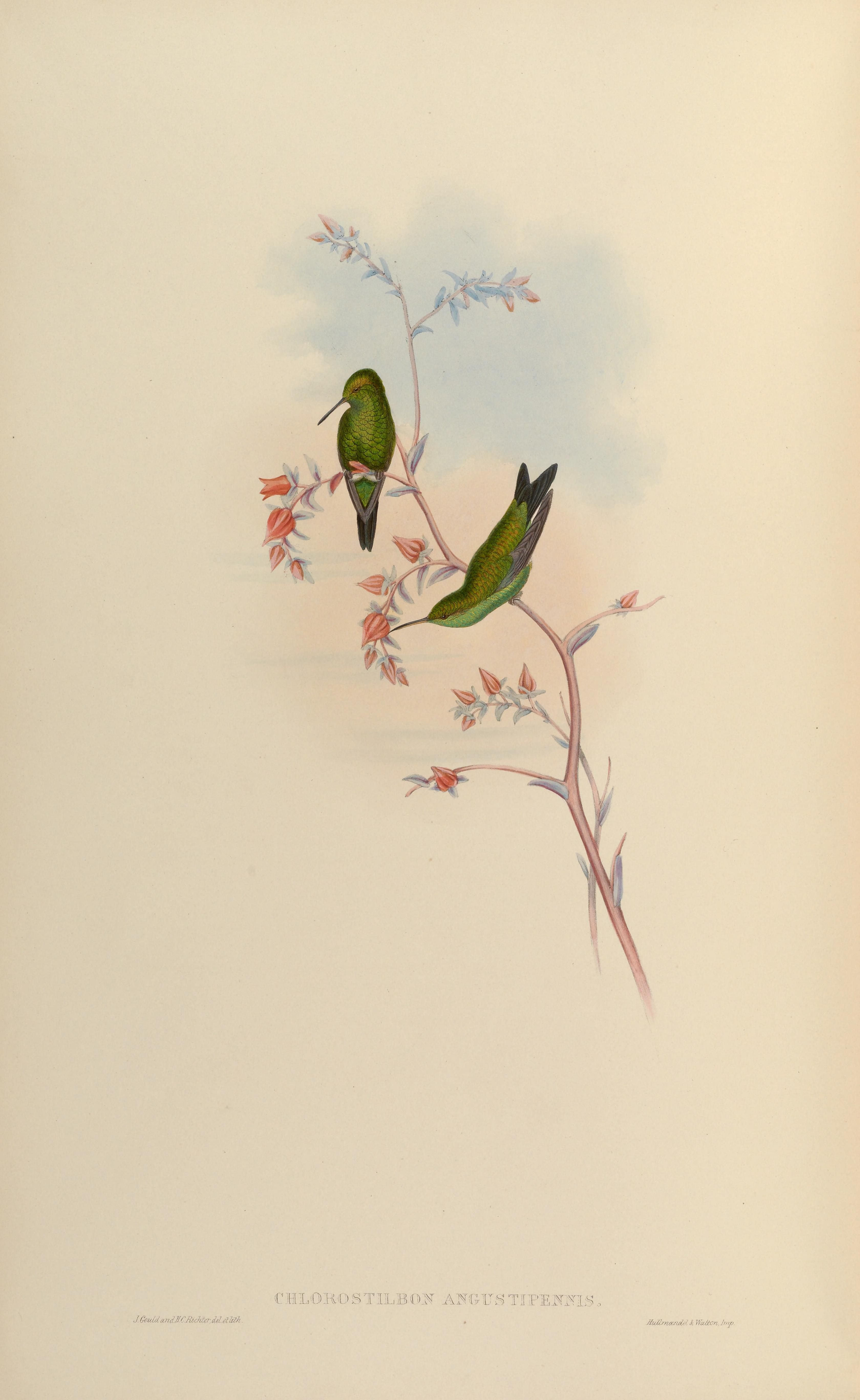
Chlorostilbon angustipennis, sinónimo de Chlorostilbon gibsoni, ilustración de Gould y Richter en A monograph of the Trochilidae, or family of humming-birds 5, 1861.

### Descripción original
La especie C. gibsoni fue descrita por primera vez por el ornitólogo británico Louis Fraser en 1840 bajo el nombre científico Trochilus gibsoni; su localidad tipo no fue dada y posteriormente se designó «Chicoral, alto valle del Magdalena, Colombia».

### Etimología
El nombre genérico masculino «Chlorostilbon» se compone de las palabras del griego «khlōros» que significa ‘verde’, y «stilbōn» que significa ‘brillante’, un epíteto del planeta Mercurio; y el nombre de la especie «gibsoni», conmemora al recolector británico en Colombia John Gibson (1815-1875).

### Taxonomía
Anteriormente fue tratada como una subespecie dentro del «complejo Chlorostilbon mellisugus», pero fue separada, así como también Chlorostilbon melanorhynchus, con base en diferencias morfológicas.

### Subespecies
Según las clasificaciones del Congreso Ornitológico Internacional (IOC) y Clements Checklist/eBird  se reconocen tres subespecies, con su correspondiente distribución geográfica:
- Chlorostilbon gibsoni gibsoni (Fraser), 1840 – valle superior del Magdalena, en el centro de Colombia.
- Chlorostilbon gibsoni chrysogaster (Bourcier), 1843 – norte de Colombia desde el este de Córdoba hasta Cesar y Norte de Santander.
- Chlorostilbon gibsoni nitens Lawrence, 1861 – extremo norte de Colombia (península de la Guajira) y noroeste de Venezuela (al oeste y norte de los Andes).